# تپه چنارک
تپه چنارک مربوط به دوران‌های تاریخی پس از اسلام است و در شهرستان قزوین، روستای طیاندشت واقع شده و این اثر در تاریخ ۱۰ مهر ۱۳۸۰ با شمارهٔ ثبت ۴۱۲۵ به‌عنوان یکی از آثار ملی ایران به ثبت رسیده است.